# Amblyeleotris
Genre
Amblyeleotris est un genre de la sous-famille des Gobiinae, regroupant certaines espèces de poissons appelés Gobies.

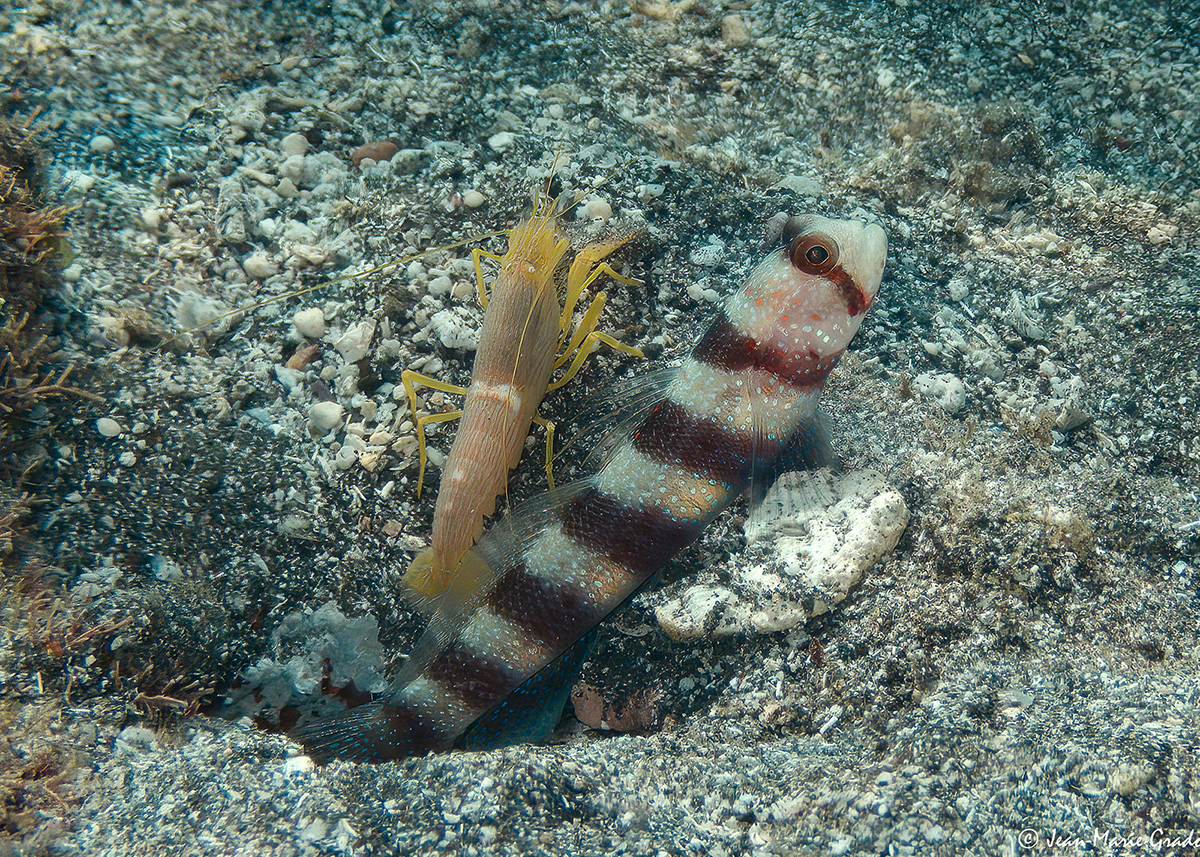
Association mutualiste entre un Amblyeleotris wheeleri et une crevette Alpheus ochrostriatus à la Réunion.

## Listes d'espèces

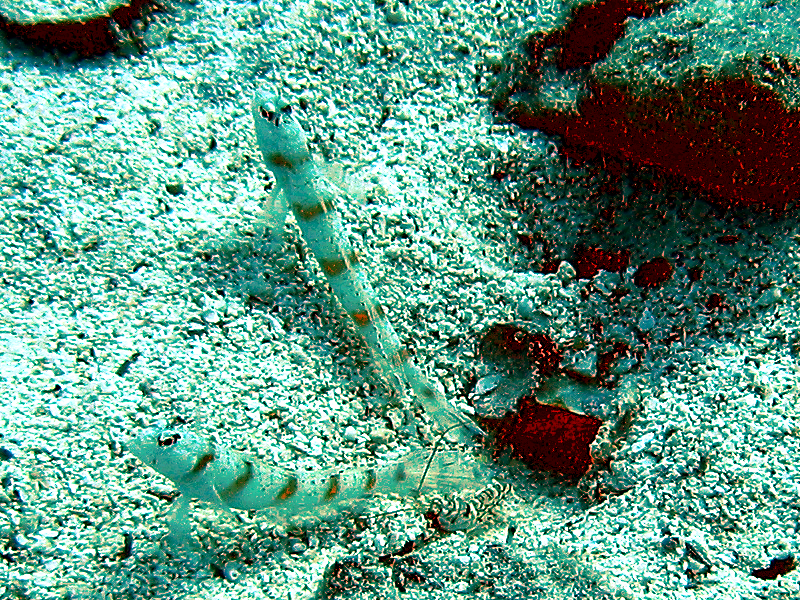
Association mutualiste entre deux gobies Amblyeotris et une crevette Alpheus sp., île de Ko Tao, Thaïlande.

### Liste des espèces selonITIS
- Amblyeleotris arcupinna Mohlmann & Munday, 1999
- Amblyeleotris aurora (Polunin & Lubbock, 1977)
- Amblyeleotris bellicauda Randall, 2004
- Amblyeleotris biguttata Randall, 2004
- Amblyeleotris callopareia Polunin & Lubbock, 1979
- Amblyeleotris delicatulus Smith, 1958
- Amblyeleotris diagonalis Polunin & Lubbock, 1979
- Amblyeleotris downingi Randall, 1994
- Amblyeleotris ellipse Randall, 2004
- Amblyeleotris fasciata (Herre, 1953)
- Amblyeleotris fontanesii (Bleeker, 1852)
- Amblyeleotris guttata (Fowler, 1938)
- Amblyeleotris gymnocephala (Bleeker, 1853)
- Amblyeleotris harrisorum Mohlmann & Randall, 2002
- Amblyeleotris japonica Takagi, 1957
- Amblyeleotris katherine Randall, 2004
- Amblyeleotris latifasciata Polunin & Lubbock, 1979
- Amblyeleotris macronema Polunin & Lubbock, 1979
- Amblyeleotris marquesas Mohlmann & Randall, 2002
- Amblyeleotris masuii Aonuma & Yoshino, 1996
- Amblyeleotris melanocephala Aonuma, Iwata & Yoshino, 2000
- Amblyeleotris novaecaledoniae Goren, 1981
- Amblyeleotris ogasawarensis Yanagisawa, 1978
- Amblyeleotris periophthalma (Bleeker, 1853)
- Amblyeleotris randalli Hoese & Steene, 1978
- Amblyeleotris rhyax Polunin & Lubbock, 1979
- Amblyeleotris rubrimarginata Mohlmann & Randall, 2002
- Amblyeleotris steinitzi (Klausewitz, 1974)
- Amblyeleotris stenotaeniata Randall, 2004
- Amblyeleotris sungami (Klausewitz, 1969)
- Amblyeleotris triguttata Randall, 1994
- Amblyeleotris wheeleri (Polunin & Lubbock, 1977)
- Amblyeleotris yanoi Aonuma & Yoshino, 1996

On peut aussi trouver (par exemple selon WoRMS) l'espèce Amblyeleotris exilis.